# Turki bin Nasser
Turki bin Nasser (Riad, 14 de abril de 1948 - 30 de enero de 2021) fue la cabeza de la presidencia de la meteorología y el medio ambiente (PME) en Arabia Saudita y un miembro de la Casa de Saud.

## Biografía
Turki bin Nasser nació el 14 de abril de 1948. Séptimo hijo de Nasser bin Abdulaziz. Su madre, Muhdi bint Ahmed bin Mohammed Al Sudairi, es la hermana de la madre de los hermanos Sudairi, Hassa bint Ahmad Al Sudairi. Su padre, Nasser bin Abdulaziz, fue excluido de la sucesión debido a sus costumbres "disolutas".
Turki bin Nasser se licenció en ciencias políticas. Recibió varios cursos militares en Estados Unidos y Reino Unido y participó en seis sesiones de cursos de aviación en Arabia Saudita.